# Kavalierhaus (Weißenfels Marienstraße 4)

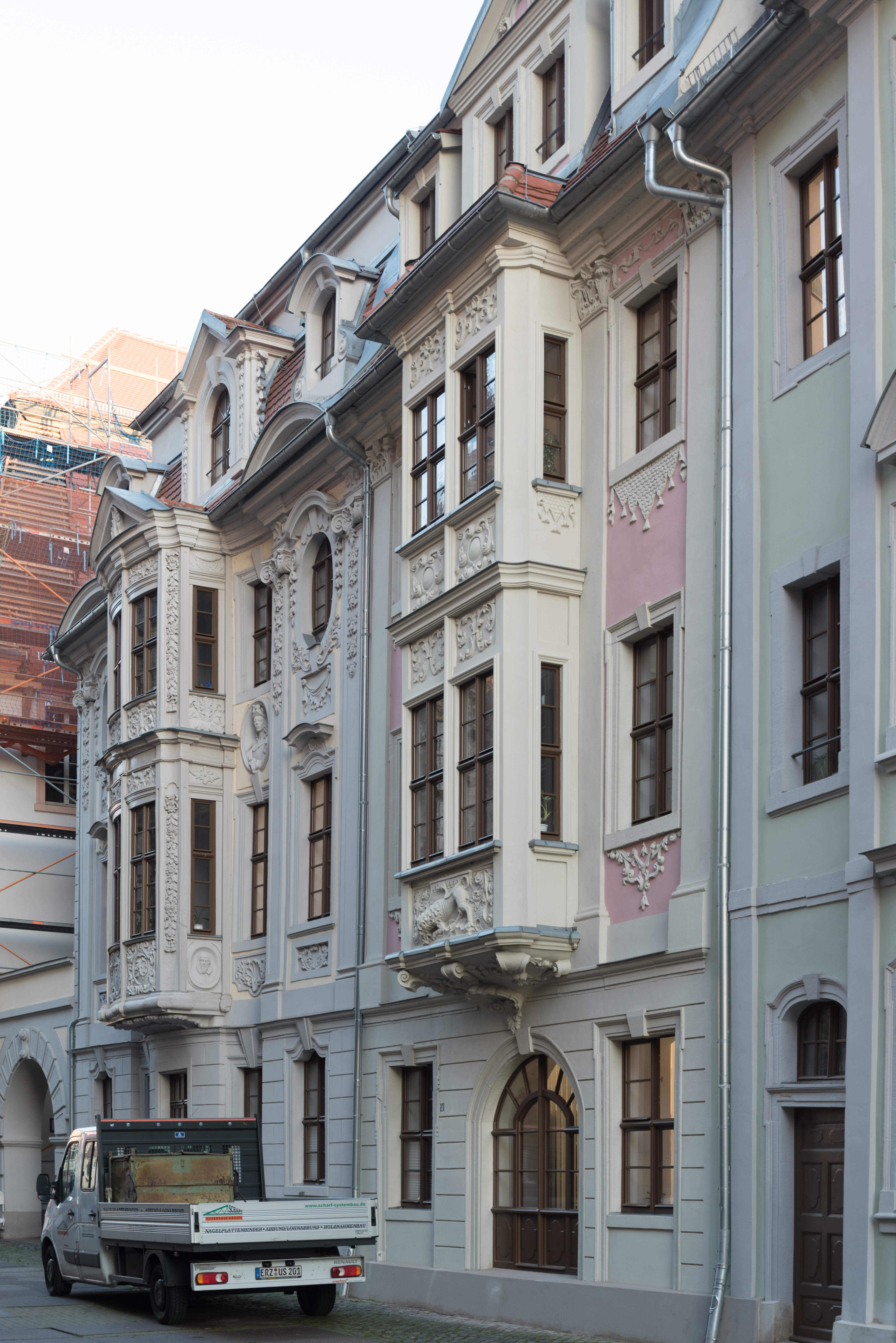
Kavaliershaus Marienstraße 2 und 4

Das Kavaliershaus ist ein denkmalgeschütztes Gebäude in der Stadt Weißenfels in Sachsen-Anhalt. Im örtlichen Denkmalverzeichnis ist das Gebäude unter der Erfassungsnummer 094 00632 als Baudenkmal verzeichnet.

## Geschichte
Das Kavaliershaus unter der Adresse Marienstraße 4 in Weißenfels wurde 1730 von Johann Christoph Schütze erbaut. Dem Bau des Gebäudes ging ein Stadtbrand im Jahr 1715 voraus, der auch das Rathaus und St.-Marien-Kirche sowie die Marienstraße zerstörte. Nach dem Wiederaufbau des Rathauses und der Kirche machte man sich auch in der Marienstraße an die Arbeit. Das Gebäude wurde für den Kauf- und Handelsmann Johann Michael Heyne errichtet. Genauso wie das Kavalierhaus mit der Hausnummer 2 besitzt auch dieses einen zweistöckigen Erker, darüber hinaus ist es mit einem Relief eines Löwen, der einen Medusenkopf frisst, verziert. 2012 bis 2013 wurde das Gebäude saniert und wird seitdem als Teil des technischen Rathauses von der Stadtverwaltung genutzt.